# マレーネ・ディートリヒ

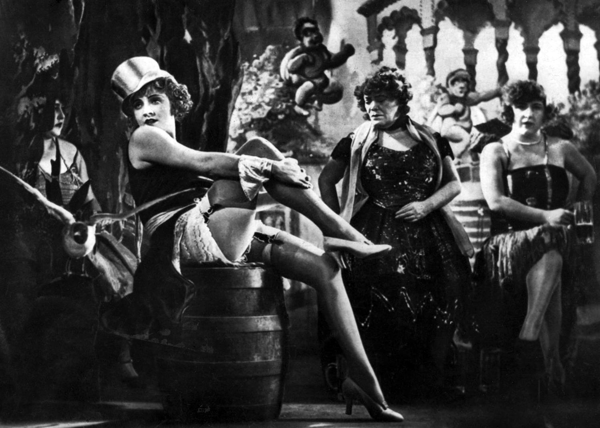
出世作となった「嘆きの天使」スチール（1930年）

マレーネ・ディートリヒ（Marlene Dietrich、1901年12月27日 - 1992年5月6日）は、ドイツ出身の女優・歌手。
1920年代のヴァイマル共和国のドイツ映画全盛期に花開き、1930年代からはハリウッド映画に出演、1950年代以降は歌手としての活動が多かった。

## 経歴

### 生い立ち

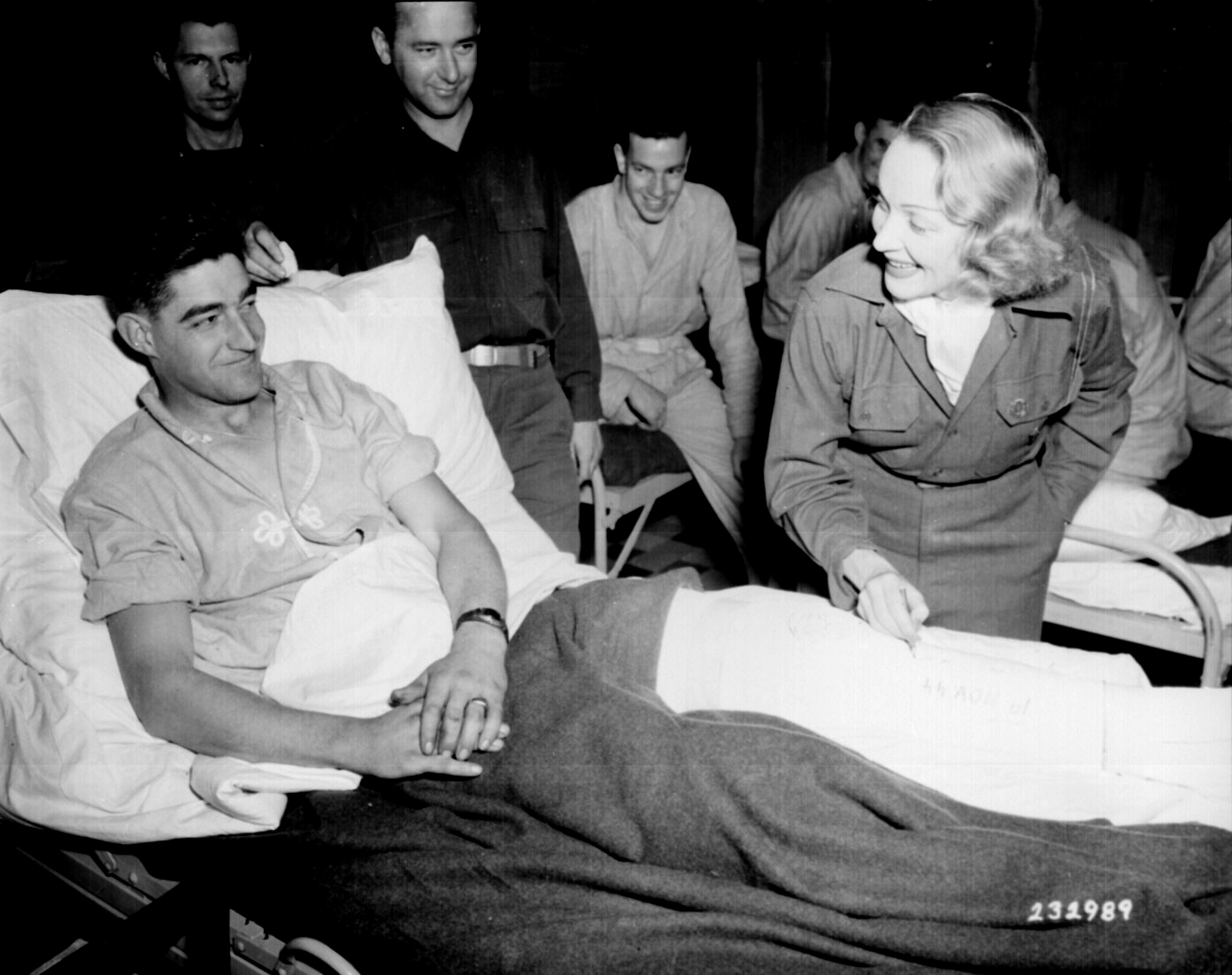
アメリカの負傷兵を見舞う（1944年）

1901年に、プロイセン王国近衛警察士官の次女としてベルリンで生まれる。幼くして父が病死、継父も第一次世界大戦で戦死した。マレーネは生活費を稼ぐため酒場などで歌っていた。18歳で国立ヴァイマル音楽学校に入学しヴァイオリニストを目指すが、手首を痛めて音楽家の道を断念した。エリーザベトという姉がいたが、妹であるマレーネとは異なり容姿に恵まれず、2人は不仲であった。

### 映画デビュー
1921年にマックス・ラインハルトの演劇学校に入学、翌年1922年9月に舞台デビュー、1923年4月までに5演目の7つの役で計92回舞台に立ったという。また、舞台の合間にゲオルク・ヤコビ監督の『小さなナポレオン』のメイド役で映画デビュー。1924年に、助監督のルドルフ・ジーバーと結婚。同年12月には娘マリアを出産するが、ジーバーとは別居となる。夫はカトリックであり、離婚が認められていなかった。
1930年、ベルリンの舞台に立っていたところを映画監督ジョセフ・フォン・スタンバーグに認められ、ドイツ映画最初期のトーキー作品『嘆きの天使』に出演。大きく弧を描く細い眉に象徴される個性的かつ退廃的な美貌と、「100万ドルの脚線美」と称えられるスタイル、加えてセクシーな歌声で国際的な名声を獲得した。

### アメリカへ
同年、パラマウントに招かれてアメリカ合衆国に渡り、ゲイリー・クーパーと共演した『モロッコ』でハリウッド・デビュー、アカデミー主演女優賞にノミネートされた（『モロッコ』は日本語字幕映画の第1作である）。1932年の『上海特急』では先行して人気を得ていたスウェーデン出身のグレタ・ガルボと並ぶスターの座を確立する。ユダヤ人監督スタンバーグとのコンビで黄金時代を築く。
1935年の『西班牙狂想曲』がヒットしなかったのを最後に、スタンバーグ監督との公私にわたる関係を解消、しばらく低迷する。当時のドイツの指導者であるアドルフ・ヒトラーはマレーネがお気に入りだったようで、ドイツに戻るように要請したが、ナチス党を嫌ったマレーネはそれを断って、1939年にはアメリカの市民権を取得したため、ドイツではマレーネの映画は上映禁止となる。

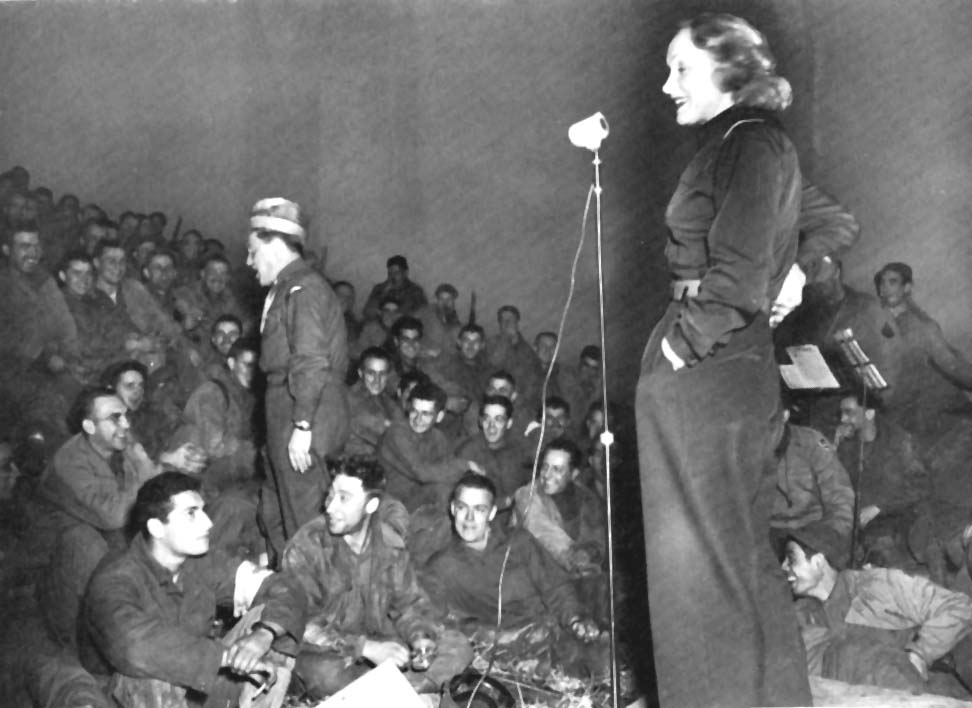
アメリカ軍への慰問（1944年）

第二次世界大戦開戦後の1940年代に入ると西部劇やブロードウェイの舞台にも立って活躍した。また、ドイツ軍の占領下のフランスからジャン・ギャバンも渡米しており交際、やがて、自由フランス軍にギャバンは志願したが、文通は続け、やがて仏領アルジェリアで再会した。
第二次世界大戦中の1943年からは、アメリカ軍のUSO（前線兵士慰問機関）の一員として活動、アメリカ軍兵士の慰問にヨーロッパ各地を巡り、反ドイツの立場を明確にした。戦地で兵士が口ずさんでいた『リリー・マルレーン』をおぼえ、対独放送でも歌った。なお、1944年にはバルジの戦い中のアルデンヌにおいてアメリカ軍の慰問を行った際に急襲してきたドイツ軍に捕えられそうになったが直前に回避し事なきを得た。
1945年5月7日、マレーネは連合国軍が解放したベルゲン・ベルゼン強制収容所に姉のエリーザベトがいると知り、収容所に向かう。マレーネは自身が反ナチスであるため、それが原因でナチスの不興を買い、エリーザベトが収容所に収容されていたと考えていたが、実際にはエリーザベトは夫と共にドイツ軍人用の映画館を経営しており、その映画館の客には収容所の看守もいた。マレーネは対ドイツ戦のための慰問活動をしていたため、衝撃を受ける。マレーネは姉の存在が今後の活動に支障が出ると考え、エリーザベトに生活の援助はするが、自身がマレーネの姉であることを口外しないように約束させた。
戦後、独ソ両軍による市街戦で壊滅したベルリンで、奇跡的に母親と再会、その2か月後に母は急死した。また、戦後しばらくパリでギャバンと暮らしたが次第に疎遠となり別れた。第二次世界大戦中の功績によりアメリカからは1947年に大統領自由勲章（アメリカ市民として最高の栄誉）、フランスからはレジオンドヌール勲章を授与された。1947年10月、フランスのシャンソン歌手エディット・ピアフのアメリカ公演中に出会い親友になる。

### 歌手活動
若い女優の登場で映画出演の機会は減ったが、ラスベガスでのリサイタル依頼があり、成功をおさめ1950年代からは歌手としての活動が多くなり、アメリカ合衆国やヨーロッパを巡業。1958年からはバート・バカラックと組んでいる。1960年には念願の故郷ドイツでの公演を行った。マレーネは「裏切り者」と罵声を浴びせられながらも、暖かい歓待も受けるという彼女に対するドイツ人の複雑な感情を見せつけられた。1970年の大阪万博（EXPO'70）と1974年に来日してコンサートを行った（1948年にも極東駐留の将兵への慰問のため日本にも立ち寄っており、その時に土産として買ったいわゆる豆カメラのひとつ「マイクロ」が報道され、同機の輸出が急速に伸びたという逸話がある）。
1976年、浮名を流したジャン・ギャバンと夫を立て続けに亡くした。

### 引退

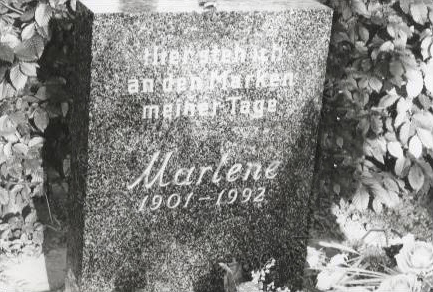
マレーネ・ディートリヒの墓銘碑

1975年9月、オーストラリア、シドニーでのコンサート中に足を骨折して活動を引退せざるをえなくなる。
引退後はパリに隠棲。引退から時期がたってもファンレターは絶えず、「パリ市。マレーネ・ディートリヒ様」と書くだけで手紙が届いたという。引退後の姿はまったく謎に包まれており、人々の興味の対象となった。1982年秋には、マクシミリアン・シェルによるインタビューを受けている。また、そのインタビューの中で、「きょうだいはいましたか？」と聞かれ、マレーネはたった一言「いいえ」と答えた。
ドイツの大衆紙『ビルト』が、ある老女の写真を「現在のマレーネ・ディートリヒだ」とスクープを出したことがあるが、彼女の親族によって否定された。
それまで生まれた地ベルリンを語ることはなかったが、1989年のベルリンの壁崩壊の際には、いつになく興奮して「私は生粋のベルリンっ子よ、素晴らしいわ私の街は自由よ」と語ったという。

### 死去
1992年、パリ8区モンテーニュ大通りの自宅で死去。死因は肝臓と腎臓障害であったとされる。亡くなる前の12年間は寝たきりであったという。葬儀はパリのマドレーヌ寺院で行われ、その後遺骸がベルリンに移されベルリンでも葬儀が行われた。
その遺骸は同年、彼女の望み通りベルリンの母の墓の横に葬られた。死後、ベルリン中心のポツダム広場に隣接した広場が「マレーネ・ディートリヒ広場」と命名された。
2002年、ベルリン名誉市民となった。
自伝では同時代映画人達を毒舌も交えて回顧している。一度だけ組んだフリッツ・ラングには特に辛辣で、「いかにもドイツ人らしい野心家」と切り捨てている。ラングはユダヤ系のオーストリア人だが、同書ではユダヤ系もオーストリア生まれも区別なく、自らも含めて「ドイツ人らしい」という形容を良い意味でも悪い意味でも多用している。

## 主な出演作品
| 公開年 | 邦題 原題                                         | 役名                              | 備考             |
| ------ | ------------------------------------------------- | --------------------------------- | ---------------- |
| 1930   | 嘆きの天使 Der blaue Engel The Blue Angel         | ローラ・ローラ                    |                  |
| 1930   | モロッコ Morocco                                  | アミー・ジョリー                  |                  |
| 1931   | 間諜X27 Dishonored                                | X27                               |                  |
| 1932   | 上海特急 Shanghai Express                         | 上海リリー（マデリーン）          |                  |
| 1932   | ブロンド・ヴィナス Blonde Venus                   | ヘレン・ファラデイ                |                  |
| 1933   | 恋の凱歌 The Song of Songs                        | リリー                            |                  |
| 1934   | 恋のページェント The Scarlet Empress              | ゾフィア（後のエカチェリーナ2世） |                  |
| 1935   | 西班牙狂想曲 The Devil is a Woman                 | コンチャ・ペレス                  |                  |
| 1936   | 真珠の頚飾 Desire                                 | マドレーヌ・ド・ボープレ          |                  |
| 1936   | 沙漠の花園 The Garden of Allah                    | ドミニ・エンフィルデン            |                  |
| 1937   | 鎧なき騎士 Knight Without Armour                  | アレクサンドラ・ウラディノフ      |                  |
| 1937   | 天使 Angel                                        | マリア・エンジェル・バーカー      |                  |
| 1939   | 砂塵 Destry Rides Again                           | フレンチー                        |                  |
| 1940   | 妖花 Seven Sinners                                | ビジュー・ブランシュ              |                  |
| 1941   | 焔の女 The Flame of New Orleans                   | クレール・ルドゥー                |                  |
| 1941   | 大雷雨 Manpower                                   | フェイ・デュヴァル                |                  |
| 1942   | 淑女の求愛 The Lady Is Willing                    | エリザベス・マッデン              |                  |
| 1942   | スポイラース The Spoilers                         | チェリー                          |                  |
| 1942   | 男性都市 Pittsburgh                               | ジョジー・ウィンターズ            |                  |
| 1944   | キスメット Kismet                                 | ジャミラ                          |                  |
| 1946   | 狂恋 Martin Roumagnac                             | ブランシュ・フェラン              |                  |
| 1947   | 黄金の耳飾り Golden Earrings                      | リディア                          |                  |
| 1948   | 異国の出来事 A Foreign Affair                     | エリカ・フォン・シュルートウ      |                  |
| 1950   | 舞台恐怖症 Stage Fright                           | シャーロット・インウッド          |                  |
| 1952   | 無頼の谷 Rancho Notorious                         | アルター・キーン                  |                  |
| 1956   | 八十日間世界一周 Around the World in Eighty Days  | サロンのホステス                  |                  |
| 1956   | モンテカルロ物語 The Monte Carlo Story            | マリア・ド・クレヴクール侯爵夫人  |                  |
| 1957   | 情婦 Witness for the Prosecution                  | クリスティーネ                    |                  |
| 1958   | 黒い罠 Touch of Evil                              | ターニャ                          |                  |
| 1961   | ニュールンベルグ裁判 Judgment at Nuremberg        | ベルトホルト夫人                  |                  |
| 1964   | パリで一緒に Paris, When It Sizzles               | 本人                              | クレジットなし   |
| 1979   | ジャスト・ア・ジゴロ Schöner Gigolo, armer Gigolo | ゼーメリング男爵夫人              | カメオ出演       |
| 1984   | MARLENE/マレーネ Marlene                          |                                   | ナレーションのみ |

### その他
- 真実のマレーネ・ディートリヒ Marlene Dietrich: Her Own Song（2001） - マレーネの孫デヴィッド・ライヴァ監督のドキュメンタリー。
- 永遠のヒロイン（NHK 2010年）

## 著書
- Dietrich, Marlene (1962). Marlene Dietrich's ABC. Doubleday
  - マレーネ・ディートリッヒ『ディートリッヒのABC』福住治夫 訳（新版2005年）、フィルムアート社、1989年。ISBN 4845989778。
- Dietrich, Marlene (1979). Nehmt nur mein Leben: Reflexionen. Goldmann
  - マレーネ・ディートリッヒ『ディートリッヒ自伝』石井栄子・伊藤容子・中島弘子 訳、未来社、1990年。ISBN 4-62-471054-1。

## 受賞歴

### アカデミー賞
ノミネート
1931年 アカデミー主演女優賞:『モロッコ』

### ゴールデングローブ賞
ノミネート
1958年 主演女優賞 (ドラマ部門):『情婦』

## 通称
本名はマリー・マグダレーネ・ディートリヒ（Marie Magdalene Dietrich）であるが、彼女はファーストネームとミドルネームを合わせて1つとして現在良く知られている通称を自身で創造した。つまりMarie Magdaleneの太文字部分を合わせ、マレーネ・ディートリヒ（Marlene Dietrich）とした。
第二次世界大戦開戦後アフリカ戦線で敵味方両軍の間でブレークした『リリー・マルレーン』はララ・アンデルセンが最初にリリースしたものである。原題は"Lili Marleen"とディートリヒの通称・マレーネ（"Marlene"）とスペルが若干異なるが、英語読みすると似た発音になる。彼女は"Lili Marlene"としてカバーして、連合軍兵士を慰問した。日本では『リリー・マルレーン』はマレーネのオリジナルと見なされているほどである。